# Зернолуск чорнокрилий
Зернолу́ск чорнокрилий (Saltator atripennis) — вид горобцеподібних птахів родини саякових (Thraupidae). Мешкає в Колумбії та Еквадорі.

## Поширення і екологія
Чорнокрилі зернолуски мешкають в Східному та Центральному хребтах Колумбійських Анд та в Еквадорських Андах на південь до Лохи. Вони живуть в кронах вологих гірських і рівнинних тропічних лісів та на узліссях. Зустрічаються на висоті від 200 до 2000 м над рівнем моря, переважно на висоті від 500 до 1700 м над рівнем моря.